# クイーンズランド議事堂
クイーンズランド議事堂（クイーンズランドぎじどう）は、オーストラリア・クイーンズランド州の州都ブリスベンにある。クイーンズランド州議会の議事堂である。

## 歴史
クィーンズランド植民地が1859年にニューサウスウェールズ植民地から分離独立した後、1860年に最初の議会が召集された。この時点では暫定的な建物が使用された。1865年にジョージストリートに面した土地に礎石が敷かれ、議事堂の建設が開始された。1867年、第1期工事が終わり、使用が開始された。その後、第2期、第3期工事が進められ1889年に全体が完成した。
1922年、クイーンズランド州議会は上院を廃止し、一院制の議会となった。
1979年、22階建ての議事堂別館が完成した。
議事堂はジョージ・ストリートの南西に位置し、クイーンズランド工科大学およびブリスベンシティー植物園の隣にある。